# Whiteland
Whiteland é uma cidade  localizada no estado americano de Indiana, no Condado de Johnson.

## Demografia
Segundo o censo americano de 2000, a sua população era de 3958 habitantes.
Em 2006, foi estimada uma população de 4322, um aumento de 364 (9.2%).

## Geografia
De acordo com o United States Census Bureau tem uma área de
5,9 km², dos quais 5,9 km² cobertos por terra e 0,0 km² cobertos por água.

## Localidades na vizinhança
O diagrama seguinte representa as localidades, num raio de 16 km ao redor de Whiteland.